# Wolseley 30/34
La 30/34 è un'autovettura di fascia alta prodotta dalla Wolseley nel 1911.
Il modello aveva installato un motore in linea  a quattro cilindri e valvole laterali da 5.558 cm³ di cilindrata, che erogava 34 CV di potenza.
Vennero offerti tre tipi di carrozzeria, torpedo quattro posti, berlina quattro porte e landaulet quattro porte.